# 黄坪镇
黄坪镇，是中华人民共和国云南省大理白族自治州鹤庆县下辖的一个乡镇级行政单位。

## 行政区划
黄坪镇下辖以下地区：
新泉村、潘营村、姜寅村、河西村、新坪村、围子田村、子牙关村、黄坪村、财丰村、石洞村、云华村、均华村和水坪村。